# 曼恰尔
曼恰尔（Manchar），是印度马哈拉施特拉邦浦那县的一个城镇。总人口13793（2001年）。

## 人口
该地2001年总人口13793人，其中男性7114人，女性6679人；0—6岁人口1805人，其中男938人，女867人；识字率71.50%，其中男性为76.88%，女性为65.77%。